# Basilica dei Santi Pietro e Paolo (Acireale)
La basilica collegiata dei Santi Apostoli Pietro e Paolo o basilica minore pontificia dei Santi Apostoli Pietro e Paolo è ubicata nell'articolata piazza del Duomo, su cui prospetta anche la basilica cattedrale di Maria Santissima Annunziata, nel centro storico di Acireale.

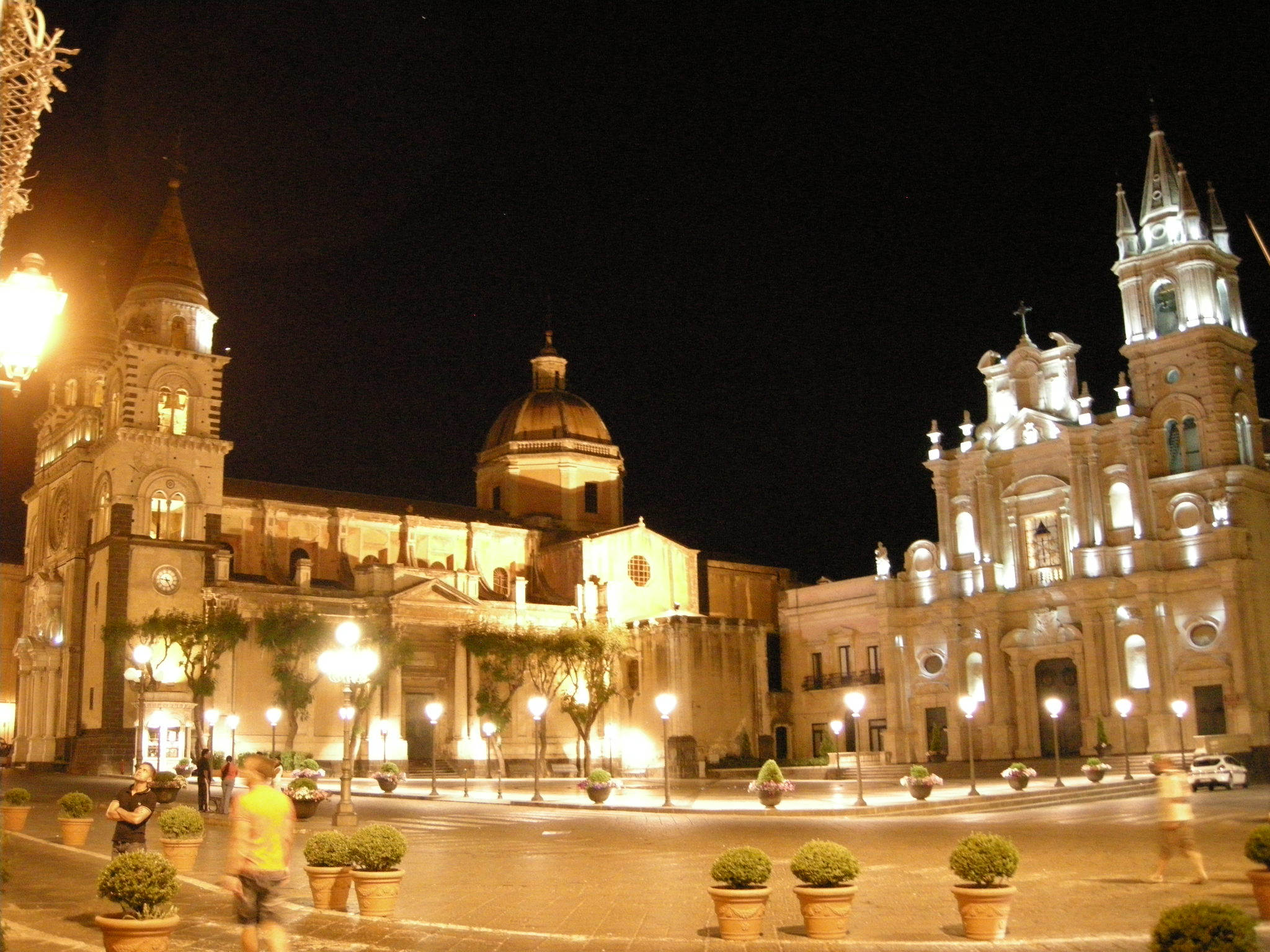
Piazza del Duomo.

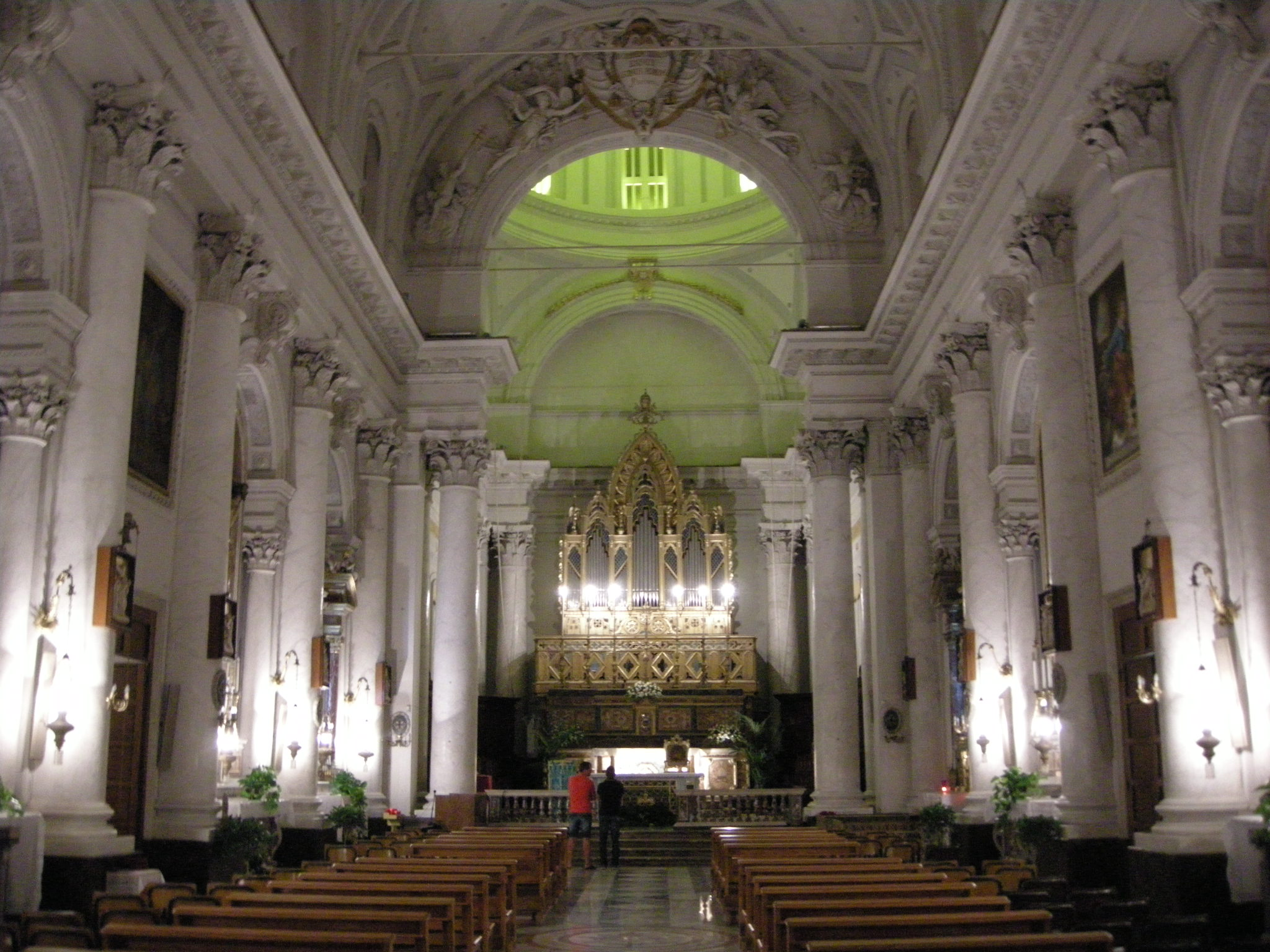
Navata.

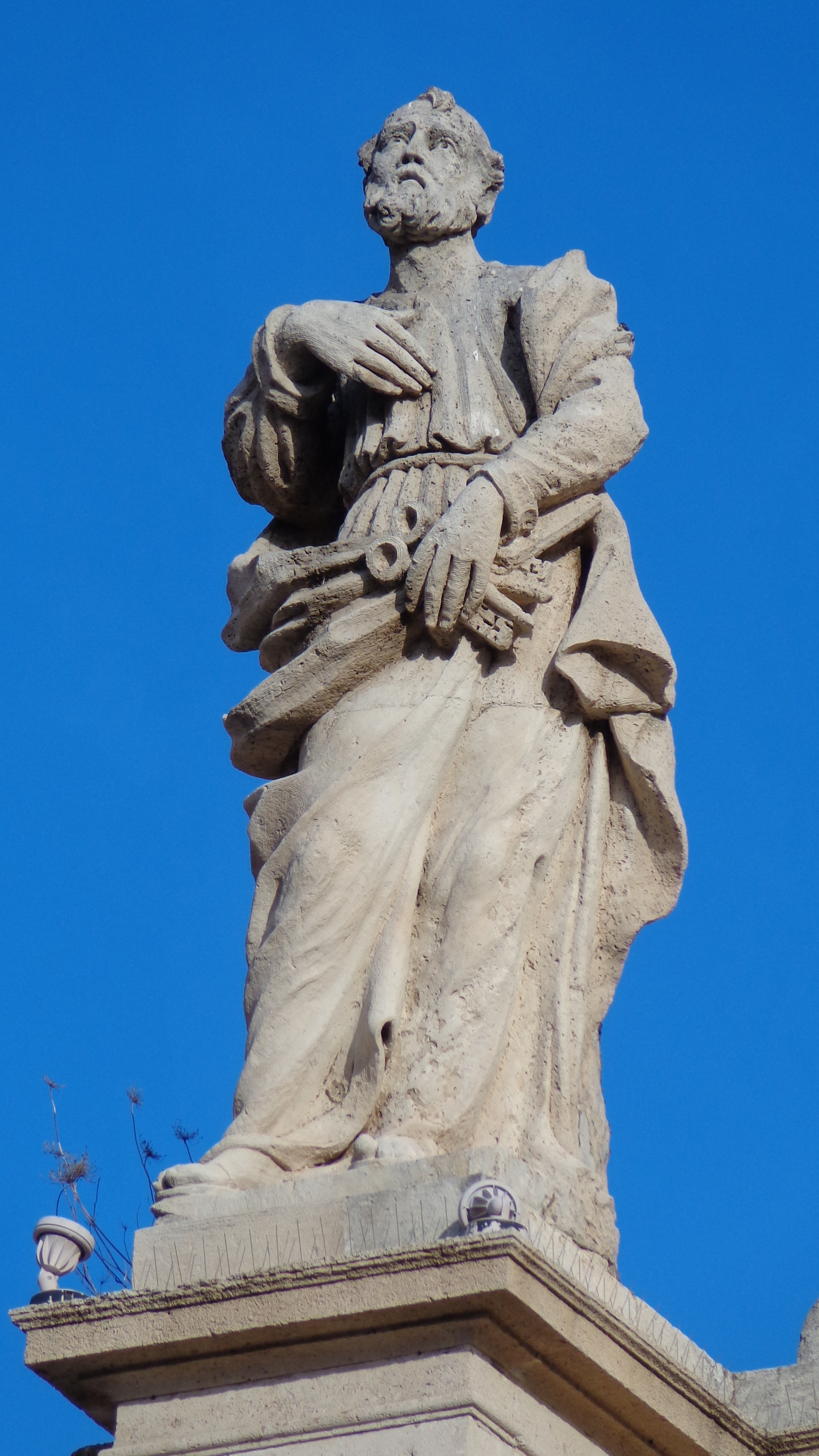
Statua di San Pietro.

## Storia

### Epoca spagnola
Il primitivo tempio fu costruito nel XVII secolo, conciliando la spartizione dell'area con la trasformazione e costruzione dell'adiacente chiesa madre.
Nel corso del Seicento la Confraternita dei Santi Pietro e Paolo si segnalò per i ripetuti, talora violenti, contrasti con la rivale Confraternita di San Sebastiano.
Con le numerose scosse del terremoto del Val di Noto del 1693 crollò il cappellone, la sacrestia e l'adiacente Cappella di Gesù e Maria, riportando lesioni varie nel corpo dell'intero edificio.

### Epoca contemporanea
La chiesa, eretta a collegiata nel 1924, è stata nel 1933 elevata al rango di basilica minore pontificia da Papa Pio XI.

## Facciata
L'edificio presenta un elegante prospetto in pietra bianca di Siracusa realizzato nella prima metà del '700 su disegno di Pietro Paolo Vasta.
Il prospetto è caratterizzato dalla sovrapposizione di due ordini di colonne, sulla destra svetta il campanile realizzato nel 1735.
Nella controfacciata è realizzata la cantoria.

## Interno
Impianto a navata unica presenta campate laterali scandite da colonne ioniche sormontate da capitelli corinzi. Arco trionfale arricchito da stucchi, arco absidale e area presbiterale sovrastata da cupola. L'interno danneggiato dal terremoto del 1693, deve l'aspetto attuale al progetto d'ispirazione neoclassica di Francesco di Paola Patanè.
Nel 1573 il maestro di Modica, Bernardino de Nigro, alias lo Greco, realizzò una «icona lignea dipinta», opera verosimilmente perduta durante le fasi di demolizione e ricostruzione dell'edificio agli inizi del 1600 per consentire l'ampliamento della vicina matrice. Il pittore Giovanni Fulco con la collaborazione di Baldassarre Grasso, nel periodo a cavallo tra il 1674 e il 1679, dipinse un ciclo di affreschi nel coro del presbiterio. Tali pitture, in seguito imbiancate, hanno rivisto la luce nel 1922, durante alcuni lavori di restauro, comprendono scene del Martirio di Pietro (Crocifissione a testa in giù) e Martirio di Paolo (Decollazione o Decapitazione), vi è anche qualche altro brano di episodio riguardante il Miracolo di San Pietro che libera alcuni cristiani dal carcere. Sempre del Grasso sono andati perduti gli affreschi eseguiti nel 1689 a causa del terremoto del 1693. Di Giovanni Lo Coco acitano sono stati rinvenuti nel 1910 alcuni suoi affreschi che erano stati imbiancati.

### Parete destra
- Prima campata. Cappella di Sant'Alfio. Nell'edicola è custodito il dipinto raffigurante Sant'Alfio, San Cirino, San Filadelfio, opera di Giacinto Platania.
- Seconda campata. Cappella di Sant'Antonio Abate. Nell'edicola è custodito il dipinto raffigurante Sant'Antonio Abate ritratto con le insegne vescovili, opera di Giacinto Platania.[4]
- Terza campata. Varco. Passaggio sormontato da dipinto raffigurante San Paolo.
- Quarta campata. Cappella di San Carlo Borromeo. Nell'edicola è custodito il dipinto raffigurante la Beata Vergine Maria col Bambino ritratta con Santa Lucia, Santa Rosalia, Santa Barbara e San Carlo Borromeo, opera di Matteo Ragonisi.
- Quinta campata. Cappella di Cristo alla Colonna. Nella nicchia dell'elaborato altare barocco arricchito da prezioso tabernacolo, è custodita la venerata statua raffigurante il Cristo alla Colonna. Ambiente patrocinato per il passato dalla Congregazione del Santissimo Cristo alla Colonna. Il sodalizio curava lo stazionamento del simulacro sul sagrato o lo processionava per le vie della città in occasione di gravi calamità naturali (terremoti, eruzioni), ma soprattutto nei periodi di grande siccità, che costituivano un vero flagello per l'economia locale.

### Parete sinistra
- Prima campata. Cappella dei Santi Simone e Giuda. Nell'edicola è custodito il dipinto raffigurante la Vergine Maria con Bambino ritratta con Sant'Agata, Santa Margherita d'Antiochia, San Simone e San Giuda, opera di Alessandro Vasta. San Simone e San Giuda primitivi titolari di un luogo di culto preesistente al terremoto del 1693.
- Seconda campata. Cappella di Sant'Andrea Avellino. Nell'edicola è custodito il dipinto raffigurante Estasi di Sant'Andrea Avellino ritratto mentre celebra messa con la Beata Vergine Maria col Bambino e San Giovanni Evangelista, opera di Pietro Paolo Vasta.[4]
- Terza campata. Varco. Passaggio alla Cappella di Gesù e Maria, dipinto raffigurante San Pietro Apostolo.
- Quarta campata. Cappella del Santissimo Crocifisso. Sulla parete è custodito il Crocifisso di ignoto autore.
- Quinta campata. Cappella dell'Immacolata Concezione. Nella nicchia dell'elaborato altare barocco è custodita la statua raffigurante l'Immacolata Concezione.

### Altare maggiore
Area del presbiterio balaustrata e sopraelevata, raccordata al pavimento della navata per mezzo di quattro gradini.
Nelle pareti del coro area presbiterio sono presenti affreschi secenteschi.
L'organo sopra l'altare maggiore è opera di Giovanni Patanè Rocca realizzato nella metà dell'800.

## Altri ambienti
- XVIII secolo, Maria bambina, olio su tela, attribuzione ad Alessandro Vasta.
- XVIII secolo, Ciclo, affreschi presenti nella Cappella del Santo Amore, opere realizzate da Alessandro D'Anna.

## Sacrestia
- XVIII secolo, Santi Pietro e Paolo ritratti in adorazione dinanzi al Santissimo Sacramento alla presenza della Beata Vergine Maria, dipinto su tela, opera dell'acese Matteo Ragonisi.[4]
- 1658, San Pietro e San Paolo, statue lignee, opere dello scultore ed orafo Girolamo Carnazza.[4]
- Pietro Paolo Vasta realizzò 5 stendardi processionali ad olio, oggi custoditi nella Pinacoteca Zelantea.[4]

## Cappella di Gesù e Maria

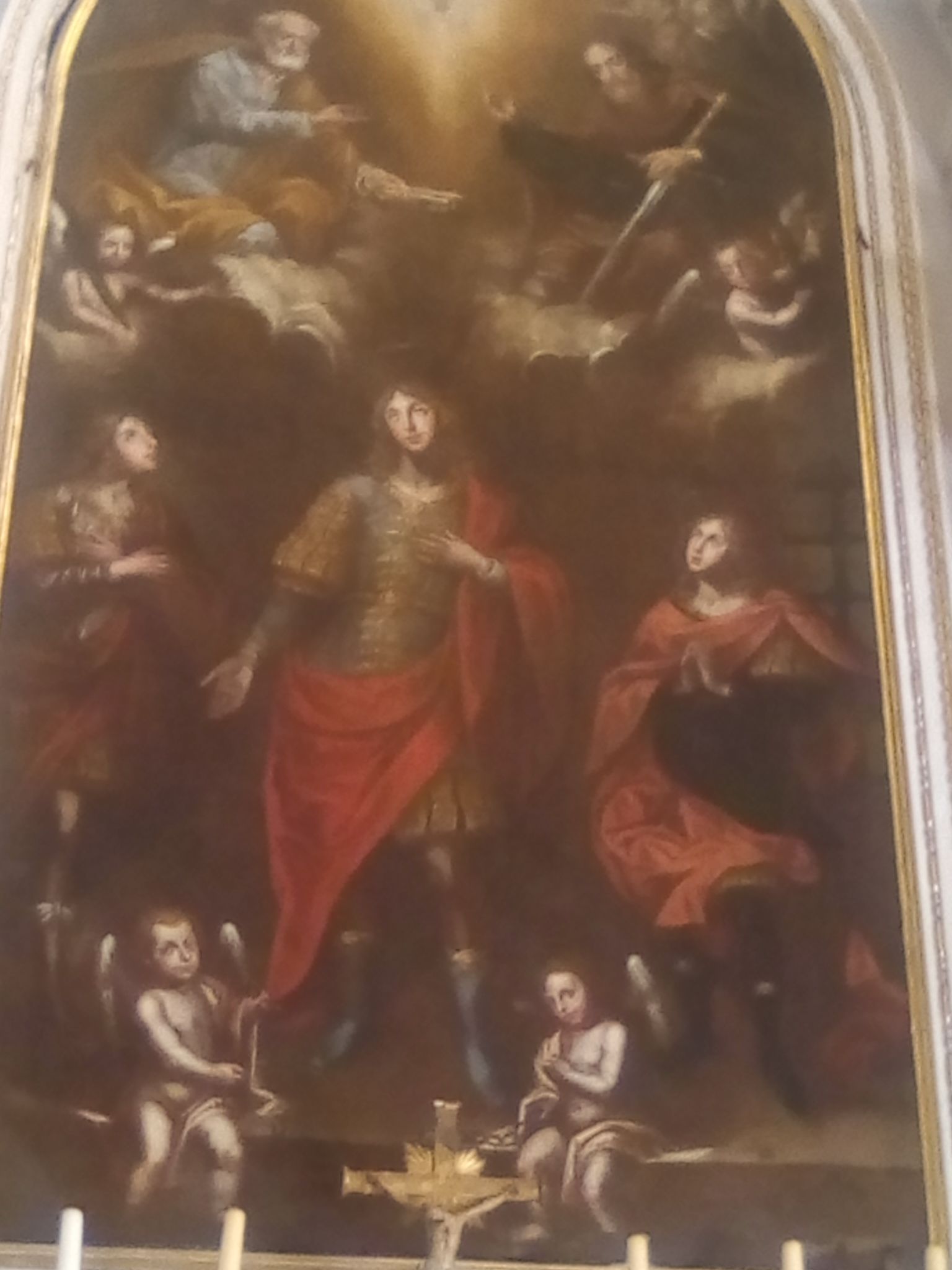
Sant'Alfio e fratelli, Giacinto Platania.

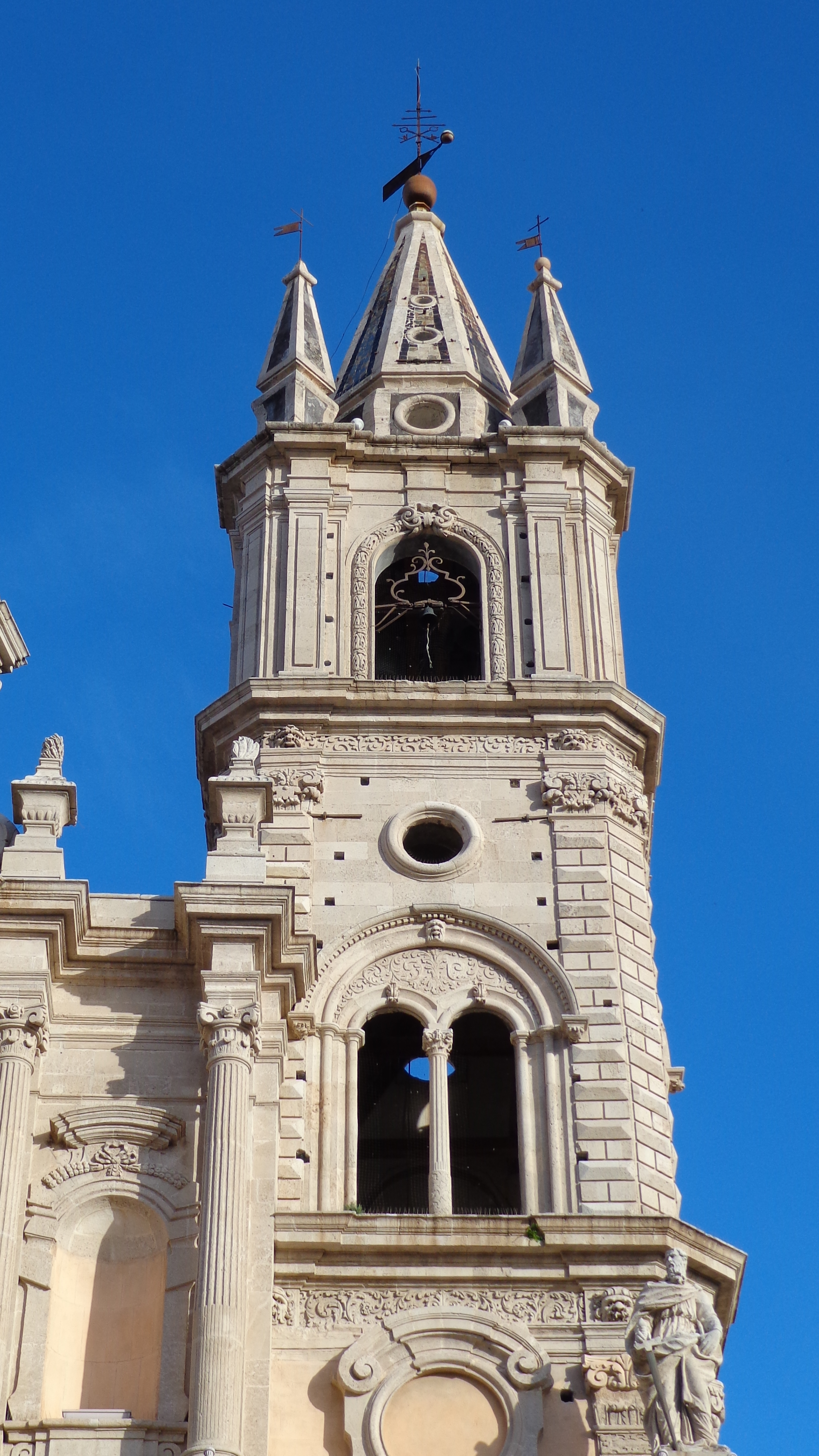
Campanile.

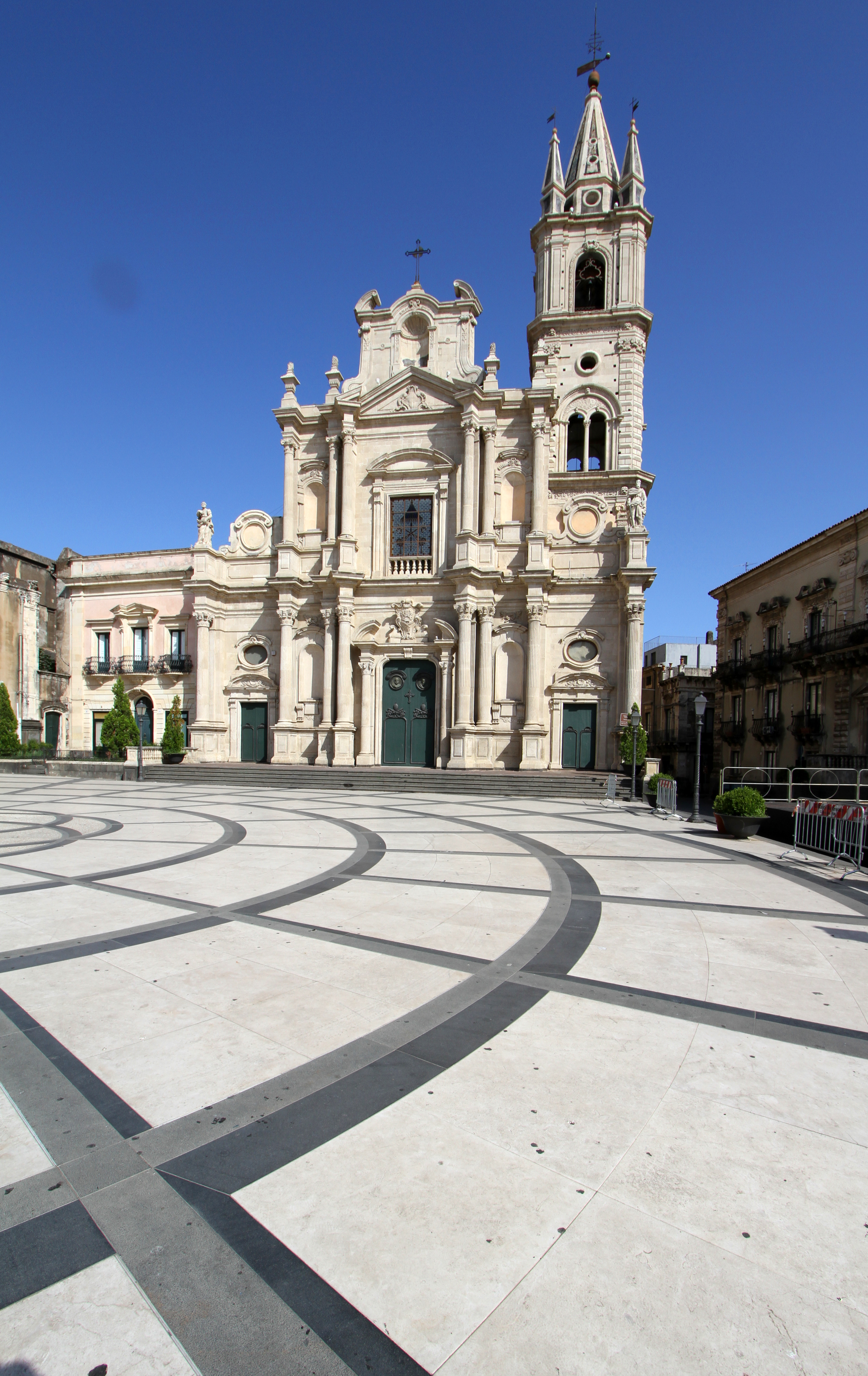
Prospetto.

Nell'ambiente è custodita la pregevole statua del Cristo morto realizzata in cartapesta e donata nel 1732 da Pietro Paolo Valerio alla Confraternita di San Pietro.

## Cappella della Madre del Divino Amore
Alessandro D'Anna nel 1771 affrescò la Cappella del Santo Amore tratti da due scene bibliche: Salomone accoglie la Regina di Saba e Giuditta ed Oloferne.

## Cripta
Ambiente primitivo destinato alla sepoltura di alcuni membri delle confraternite.

## Rettori
- Salvatore Scalia

## Confraternite
Dopo la riedificazione del tempio sono state fondate circa una decina di confraternite, che alla fine del Settecento, si riducono a sette. Tra esse:
- Confraternita del Santissimo Crocifisso.
- Confraternita del Santissimo Sacramento.
- Confraternita dei Santi Alfio, Filadelfio e Cirino.
- Pia Unione delle Guardie d'onore del Santo Sepolcro.
- Associazione femminile "Milizia dell'Immacolata".

Attualmente, sono quattro: 
- Congregazione del Santissimo Cristo alla Colonna: tra i compiti del sodalizio quello di processionare il simulacro in occasione di gravi calamità naturali, ma soprattutto nei periodi di grande siccità.
- Confraternita dei Santi Pietro e Paolo.
- Arciconfraternita del Santissimo Crocifisso in San Pietro. Il sodalizio allo stato conta trenta confrati ed è uno dei più antichi esistenti in città. È stato fondato nel 1666 con l'approvazione del vescovo di Catania, Michelangelo Bonadies, con don Giacinto Grasso, primo governatore. Le sue origini, però, sono certamente più antiche essendo stato accertato che, prima del 1666, è stato retto da speciali Capitoli, confermati dal cardinale Camillo Astalli, vescovo di Catania, e successivamente dal Bonadies, dal vescovo Andrea Riggio, e da monsignor Fra' Paolo Stabile, vescovo di Bova nel 1723. La Confraternita oltre ad essere una delle più antiche, ha il privilegio molto importante nel contesto della pietà popolare acese: quello di organizzare ogni anno, per tradizione e statuto, la solenne processione del settecentesco simulacro del Cristo Morto, la sera del Venerdì Santo. La tradizione si perpetua dal 1732, anno in cui il confrate Pietro Paolo Valerio donò alla Confraternita il venerato simulacro, opera settecentesca in cartapesta.
- Confraternita dei SS. Martiri Alfio Filadelfo e Cirino. Congrega fondata alla fine del XVII secolo, titolare e custode dell'altare dedicato ai SS. Fratelli Martiri con la tela del pittore acese Giacinto Platania. La Confraternita zela il culto ai SS. Martiri Lentinesi e li celebra la seconda domenica di maggio e la prima domenica di settembre ricordo della Traslazione delle Reliquie
- Pia Unione delle Guardie D'onore al SS. Sepolcro fondata nel 1911 che svolge il servizio d'onore e il trasporto del venerato simulacro del Cristo Morto il Venerdì e Sabato santo.

## Processione
Il simulacro del Cristo Morto, previo preventivo trasferimento, è portato solennemente in processione dalla chiesa del Santissimo Salvatore alla basilica collegiata. La tradizione si deve al gesuita Luigi La Nuza il quale nel 1656, ideò una processione che partendo dal "Calvario", accompagnasse il Cristo fino al Sepolcro. Da allora ha avuto inizio la processione del Venerdì Santo che, a partire dal 1732, ha come protagonista il simulacro del Cristo Morto accompagnato dalle statue di Maria Addolorata, di Santa Veronica e di San Giovanni Evangelista.

## Festa dei SS. Fratelli Martiri Alfio, Filadelfo e Cirino.
La festa dei SS. Fratelli martiri si svolge nel mese di maggio di ogni: il 10 maggio con la memoria liturgica, la domenica successiva con la "Giornata della devozione cittadina" e a seguire la conclusione dei festeggiamenti con i riti dell'ottava.
Ogni prima domenica di settembre si celebra anche la memoria della "Traslazione delle Reliquie" in ricordo del ritorno delle reliquie nella città di Lentini nel 1517.
La Confraternita si riunisce ogni seconda domenica del mese con la recita del SS. Rosario e la celebrazione della messa.